# Arenostola pyxina
Arenostola pyxina là một loài bướm đêm trong họ Noctuidae.